# Robert van der Weert
Robert van der Weert (Utrecht, 13 maart 1970) is een Nederlands voetbaltrainer en voormalig voetballer die als aanvaller speelde.

## Loopbaan als speler
Van der Weert begon met voetballen bij Holland. Tussen 1989 en 2003 speelde hij 280 competitiewedstrijden als profvoetballer waarin hij 84 doelpunten maakte. Hierna speelde hij nog voor de amateurs van RKSV Heer en VV Bunde.

## Carrière
| seizoen | club            | land      | competitie     | duels | goals |
| ------- | --------------- | --------- | -------------- | ----- | ----- |
| 1989/90 | FC Utrecht      | Nederland | Eredivisie     | 6     | 0     |
| 1990/91 | FC Utrecht      | Nederland | Eredivisie     | 11    | 1     |
| 1991/92 | FC Utrecht      | Nederland | Eredivisie     | 6     | 1     |
| 1991/92 | FC Wageningen   | Nederland | Eerste divisie | 15    | 6     |
| 1992/93 | TOP Oss         | Nederland | Eerste divisie | 30    | 14    |
| 1993/94 | TOP Oss         | Nederland | Eerste divisie | 31    | 7     |
| 1994/95 | Fortuna Sittard | Nederland | Eerste divisie | 28    | 17    |
| 1995/96 | Fortuna Sittard | Nederland | Eredivisie     | 10    | 2     |
| 1996/97 | Fortuna Sittard | Nederland | Eredivisie     | 24    | 7     |
| 1997/98 | AZ              | Nederland | Eerste divisie | 28    | 15    |
| 1998/99 | AZ              | Nederland | Eredivisie     | 15    | 2     |
| 1998/99 | → NAC Breda     | Nederland | Eredivisie     | 10    | 2     |
| 1999/00 | AZ              | Nederland | Eredivisie     | 13    | 1     |
| 1999/00 | MVV             | Nederland | Eredivisie     | 15    | 3     |
| 2000/01 | MVV             | Nederland | Eerste divisie | 23    | 3     |
| 2001/02 | MVV             | Nederland | Eerste divisie | 0     | 0     |
| 2002/03 | MVV             | Nederland | Eerste divisie | 15    | 3     |
| Totaal  | Totaal          | Totaal    | Totaal         | 280   | 84    |

## Loopbaan als trainer
Na zijn voetbalcarrière ging Van der Weert aan de slag als voetbaltrainer in het amateurvoetbal bij achtereenvolgens VV Bunde, DBSV,  VV RVU, SCG en RKVVM. Daarnaast trad hij in 2010 in dienst van Fortuna Sittard, waar hij werkzaam was in de jeugdopleiding en als assistent-trainer. In 2016 werd hij assistent van Wil Boessen in Thailand bij Lampang FC. Na terugkeer in Nederland trad hij als jeugdtrainer in dienst van Roda JC Kerkrade. Daarnaast is hij sinds 2018 werkzaam als assistent-trainer van derdedivisionist EVV.